# Gora Karbysheva
Gora Karbysheva är ett berg i Antarktis. Det ligger i Östantarktis. Argentina och Storbritannien gör anspråk på området. Toppen på Gora Karbysheva är 1 261 meter över havet.
Terrängen runt Gora Karbysheva är huvudsakligen kuperad, men åt sydost är den platt.  Trakten är obefolkad. Det finns inga samhällen i närheten.